# Pumo

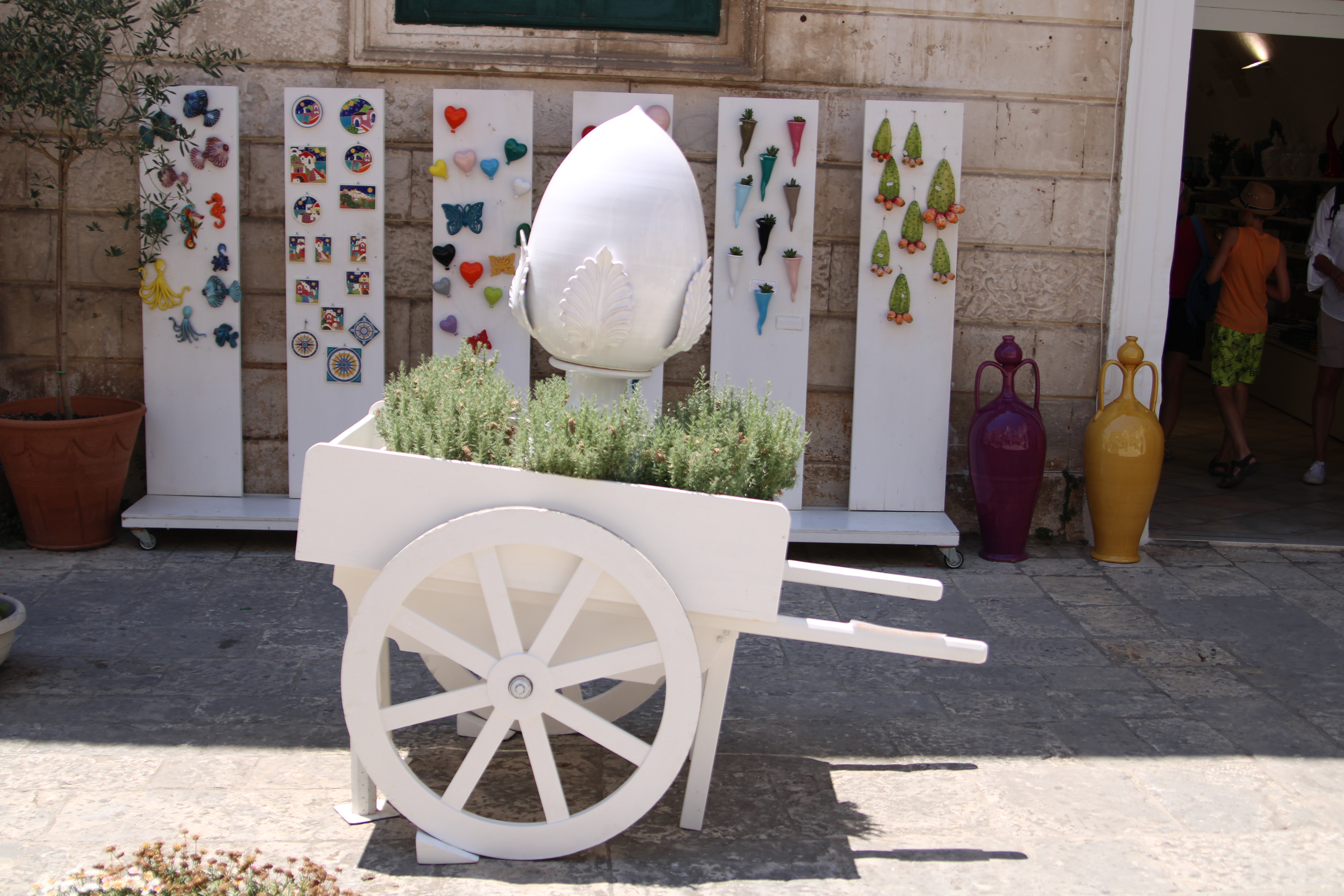
Pumo jako element dekoracyjny na ulicy w Ostuni

Pumo – tradycyjna ceramiczna figurka z regionu Apulii o cechach symbolicznych i artystycznych. Przedstawia stylizowany pąk kwiatu otoczony trzema liśćmi akantu.

## Historia
Pumo wywodzi się z tradycji grecko-rzymskiej, z której region czerpie ceramikę już od czasów starożytnych. Sama nazwa „pumo” pochodzi od łacińskiego słowa pomum („owoc”) i wiąże się z kultem Pomony – rzymskiej bogini owoców, uosabiającej urodzaj i płodność. Początkowo zdobił gzymsy pałaców, balustrady balkonowe najzamożniejszych rodzin, a jego liczba oraz wyrafinowanie formy świadczyły o statusie właścicieli. Były uważane za amulety chroniące przed „złym okiem” oraz przynoszące szczęście i dobrobyt. 
Pumo stał się nieformalnym ambasadorem kultury Apulii – zyskał popularność poza granicami regionu i kraju. Jest ceniony również przez turystów jako oryginalny prezent: symbol szczęścia, odrodzenia i lokalnej kultury.

## Symbolika i zastosowania

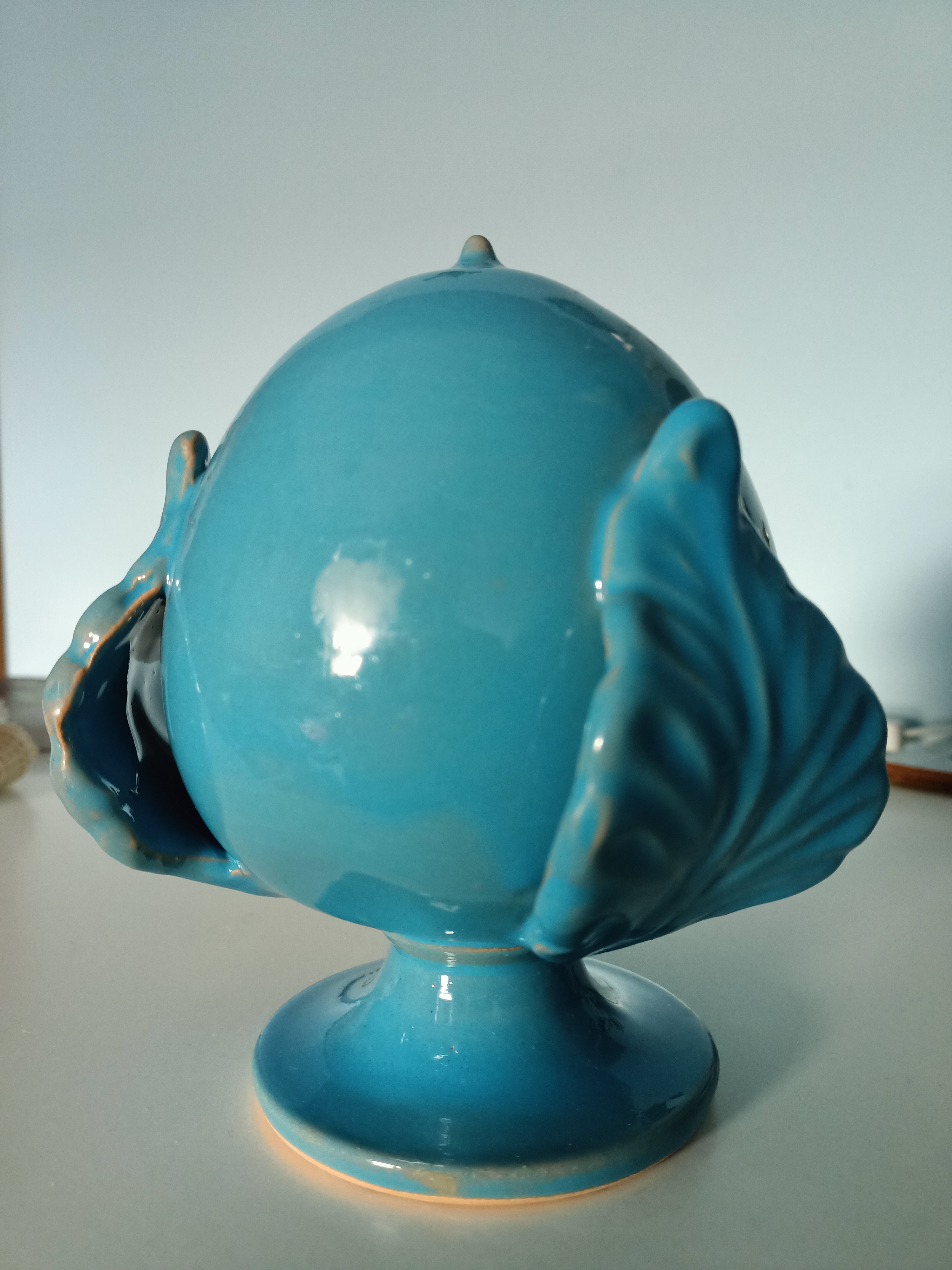
Niebieskie pumo

Pumo przetrwał do dziś jako dekoracyjny talizman. Tradycyjne pumi powstają z terakoty i ceramiki. Często są glazurowane (popularne kolory: biały, zielony, niebieski, czerwony, żółty, brązowy), z użyciem technik ręcznego rzeźbienia i reliefu. Współcześnie spotyka się go jako:
- element dekoracyjny umieszczany na balkonach i tarasach domów, poręczach i parapetach,
- prezent mający zapewnić szczęście i dobrobyt na nowej drodze. Wręczany z okazji ślubu, narodzin, otwarcia domu czy biznesu,
- ozdoba stołowa, dekoracja lamp, dyfuzorów zapachowych czy jako bombka świąteczna.

Kolory użyte przy tworzeniu pumo maja określone znaczenie syboliczne:
- biały – symbol czystości i światła, duchowej czystości i ochrony,
- czerwony – symbol pasji, miłości, witalności, może również reprezentować siłę i odwagę. Jest powiązany z ochroną przed złymi duchami i dobrobytem rodziny,
- zielony – symbol powiązany z dobrobytem, wzrostem i zdrowiem. Symbolizuje naturę, płodność i odrodzenie,
- niebieski – symbolizuje spokój, ochronę i nadzieję. Zapewnia ciszę i ochronę przed złymi duchami, przynosząc harmonię i pogodę ducha,
- naturalna glina (brązowy/beżowy) – oznaka autentyczności, prostoty i związku z ziemią regionu,
- złoty / ecru / żółty	– symbol światła słonecznego, radości i pozytywnej energii. Może również symbolizować bogactwo i dobrobyt. Wnosi radość i witalność do domu.